# Olena Vitryčenko
Olena Igorivna Vitryčenko (in ucraino Оле́на Ігорівна Вітриче́нко?; Odessa, 25 novembre 1976) è un'ex ginnasta ucraina medaglia di bronzo alle Olimpiadi di Atlanta 1996 e campionessa del mondo ed europea all-around nel 1997.

## Biografia
Vitryčenko ha iniziato a praticare la ginnastica ritmica nel 1980 all'età di quattro anni, introdotta all'attività sportiva dalla madre Nina, lei stessa un'ex ginnasta. In seguito comincia ad allenarsi frequentando la Deriugina School.
Nel 1986 fa la sua prima apparizione internazionale e nel 1991 partecipa ai Campionati Europei Junior, dove ottiene l’oro di squadra col team dell'Unione Sovietica, insieme a Ekaterina Serebrianskaya e Amina Zaripova.
Nel 1992 inizia a gareggiare a livello senior vincendo, con la squadra dell'Ucraina, il bronzo nelle 3 funi / 3 palle agli Europei di Stoccarda e successivamente l'argento nella stessa specialità ai Mondiali di Bruxelles. L'anno dopo prende parte da individualista ai Mondiali di Alicante, piazzandosi al secondo posto nella palla e nella gara a squadre e al terzo nel cerchio e nelle clavette.
Olena Vitryčenko partecipa alle Olimpiadi di Atlanta 1996 vincendo la medaglia di bronzo nel concorso individuale, dietro la russa Jana Batyršina e la connazionale Kateryna Serebrjans'ka. L'anno seguente si laurea campionessa europea e campionessa del mondo all-around.
Entrata da lungo tempo in contrasto con la federazione di ginnastica ritmica ucraina, Vitryčenko viene relegata dai giudici, nel corso degli Europei di Saragozza 2000, al 17º posto e in segno di protesta la ginnasta abbandona la competizione. Dopo avere esaminato le registrazioni video, la FIG sospese sei giudici, tra cui l'ucraina Irina Diriugina, accusati di avere avuto un comportamento discriminatorio verso la Vitryčenko. Inoltre, altri 26 giudici ricevettero un avvertimento e furono estromessi dalle Olimpiadi di Sydney 2000.
La federazione ucraina tentò di negare il posto alla Vitryčenko alle Olimpiadi di Sydney 2000, ma il Comitato Olimpico Internazionale le diede ragione consentendole di gareggiare. Alla fine la ginnasta ucraina giunge quarta, dietro la russa Alina Kabaeva medaglia di bronzo. Lo stesso anno annuncia poi il suo ritiro dall'attività agonistica.
Dopo il ritiro Olena Vitryčenko ha passato dieci anni a insegnare in Spagna; nel 2013 si è trasferita nell'Illinois, Stati Uniti d'America, inaugurando nell'autunno dell'anno seguente la Vitrychenko Academy.

## Palmarès
- Giochi olimpici

Atlanta 1996: bronzo nel concorso individuale.
- Campionati mondiali di ginnastica ritmica

Bruxelles 1992: argento nelle 3 funi / 3 palle.
Alicante 1993: argento nella palla e nella gara a squadre, bronzo nel cerchio e nelle clavette.
Parigi 1994: oro nella palla, argento nel nastro.
Vienna 1995: oro nel nastro, argento nella fune, bronzo nelle clavette e nella gara a squadre.
Budapest 1996: oro nel nastro, argento nelle clavette.
Berlino 1997: oro nell'all-around, nella fune, nelle clavette e nel nastro; argento nel cerchio; bronzo nella gara a squadre.
Osaka 1999: oro nella fune e nel cerchio, bronzo nel nastro e nella gara a squadre.
- Campionati europei di ginnastica ritmica

Stoccarda 1992: bronzo nelle 3 funi / 3 palle.
Salonicco 1994: oro nella fune, nel cerchio, nel nastro e nella gara a squadre; argento nell'all-around.
Praga 1995: bronzo nel nastro.
Asker 1996: oro nella gara a squadre, argento nella palla, bronzo nella fune e nelle clavette.
Patrasso 1997: oro nell'all-around e nel cerchio, argento nel nastro.
Porto 1998: oro nelle clavette, argento nella gara a squadre, bronzo nella fune.
Budapest 1999: oro nella palla e nel nastro, argento nella fune.
- Universiadi

Sicilia 1997: oro nell'all-around, nel nastro, nel cerchio e nella fune; bronzo nelle clavette.